# سفر عشق
سفر عشق فیلمی ایرانی به کارگردانی و نویسندگی ابوالحسن داوودی محصول سال ۱۳۶۷ است.

## خلاصه داستان
احمد علوی و مریم مستوفی زندگی مرفهی دارند. سردردهای مریم آرامش آن‌ها را سلب می‌کند. دکتر صداقت، دوست احمد، که به تازگی از اروپا بازگشته است، سردردهای مریم را ناشی از تومور مغزی تشخیص می‌دهد. به رغم تلاش احمد برای پنهان نگاه داشتن بیماری از همسرش، مریم به تصادف از مرگ قریب‌الوقوع خود مطلع می‌شود؛ و در فرصت باقی مانده گذشته و روابط خانوادگی اش را مرور می‌کند. کدورت‌های خانوادگی با برادرش را کنار می‌گذارد و با عیادت از بیماران دیگر و گفت و گو با آن‌ها می‌کوشد تا مسایل و مشکلات آن‌ها را حل کند. سرانجام نیز تصمیم می‌گیرد با اهدای کلیه‌های خود زندگی بیمار دیگری را نجات بخشد

## بازیگران
- گلچهره سجادیه
- پرویز پورحسینی
- داریوش ارجمند
- رضا بابک
- جمیله شیخی
- آنیک شفرازیان
- احمد کاشانی
- کمند امیرسلیمانی
- الناز امیرسلیمانی
- الناز داوودی